# 海梅·乌里亚特·加西亚
海梅·乌里亚特·加西亚（西班牙語：Jaime Uriarte García，20世纪—），西班牙男子赛艇运动员。他曾代表西班牙参加1979年世界赛艇锦标赛，获得男子轻量级八人单桨有舵手金牌。